# Список Героев Советского Союза (Киба — Клевцов)
В настоящем списке представлены в алфавитном порядке все Герои Советского Союза, чьи фамилии начинаются с буквы «К» (всего 1760 человек, из которых 22 удостоены звания дважды и один — И. Н. Кожедуб — трижды). Список содержит даты Указов Президиума Верховного Совета СССР о присвоении звания, информацию о роде войск, должности и воинском звании Героев на дату представления к присвоению звания Героя Советского Союза, годах их жизни.
Ударения в фамилиях Героев приведены по книге «Герои Советского Союза: Краткий биографический словарь / Пред. ред. коллегии И. Н. Шкадов. — М.: Воениздат, 1987. — Т. 1 /Абаев — Любичев/. — 911 с. — 100 000 экз. — ISBN отс., Рег. № в РКП 87-95382.».
- Персиковым цветом  в таблице выделены Герои, удостоенные звания дважды и более раз.
- Серым цветом  в таблице выделены Герои, представленные к званию посмертно.

| Навигационная таблица | Навигационная таблица                |
| --------------------- | ------------------------------------ |
| «К»                   | Кабак Николай — Калинин Николай      |
| «К»                   | Калинин Степан — Кармацкий Владимир  |
| «К»                   | Кармацкий Тимофей — Кживонь Анеля    |
| «К»                   | Киба Григорий — Клевцов Сергей       |
| «К»                   | Клейбус Фёдор — Коваленко Сергей     |
| «К»                   | Коваленко Юрий — Колдубов Михаил     |
| «К»                   | Колдунов Александр — Компанеец Фёдор |
| «К»                   | Компаниец Алексей — Копытин Михаил   |
| «К»                   | Копытов Михаил — Корчагин Лев        |
| «К»                   | Корчак Иосиф — Котов Николай         |
| «К»                   | Котов Сергей — Краснов Анатолий      |
| «К»                   | Краснов Виктор — Крюков Василий      |
| «К»                   | Крюков Владимир — Кузнецов Николай   |
| «К»                   | Кузнецов Павел — Кунавин Григорий    |
| «К»                   | Кунгурцев Евгений — Кянжин Пантелей  |

| № п/п | Фамилия Имя Отчество                                                | Дата Указа            | Род войск    | Должность | Звание                      | Годы жизни              | БС ГС НЛ                        |
| ----- | ------------------------------------------------------------------- | --------------------- | ------------ | --- | --------------------------- | ----------------------- | ------------------------------- |
| 350   | Ки́ба Григорий Константинович укр. Кіба Григорій Костянтинович       | 24.03.1945            | пехота       | командир отделения 222-го стрелкового полка 49-й стрелковой дивизии 33-й армии 1-го Белорусского фронта | старший сержант             | 05.09.1923 — 13.09.1973 | [ БС 1 ] [ ГС 1 ] [ НЛ 1 ]      |
| 351   | Киба́лко Василий Васильевич укр. Кибалко Василь Васильович           | 24.05.1943            | авиация      | заместитель командиpa эскадрильи 10-го отдельного дальнеразведывательного авиационного полка 1-й воздушной армии Западного фронта | капитан                     | 14.01.1918 — 01.10.1992 | [ БС 1 ] [ ГС 2 ] [ НЛ 2 ]      |
| 352   | Киба́ль Иван Андреевич                                               | 10.01.1944            | комиссар     | комсорг 957-го стрелкового полка 309-й стрелковой дивизии 40-й армии Воронежского фронта | старший лейтенант           | 08.07.1922 — 20.12.2001 | [ БС 1 ] [ ГС 3 ] [ НЛ 3 ]      |
| 353   | Кибено́к Виктор Николаевич укр. Кібенок Віктор Миколайович           | 25.09.1986            | пожарный     | начальник караула 1-й военизированной пожарной части Управления внутренних дел Киевского облисполкома по охране Чернобыльской АЭС | лейтенант внутренней службы | 17.02.1963 — 11.05.1986 | ——                              |
| 354   | Киби́зов Александр Николаевич осет. Хъибизти Алыксандр               | 31.05.1945            | артиллерия   | командир самоходно-артиллерийской установки СУ-100 1454-го самоходно-артиллерийского полка 11-го гвардейского танкового корпуса 1-й гвардейской танковой армии 1-го Белорусского фронта                                              | старший сержант             | 27.10.1912 — 29.03.2001 | [ БС 3 ] [ ГС 5 ] [ НЛ 4 ]      |
| 355   | Кибка́лов Михаил Моисеевич укр. Кибкалов Михайло Мойсейович          | 15.05.1946            | авиация      | командир звена 163-го истребительного авиационного полка 336-й истребительной авиационной дивизии 15-й воздушной армии Ленинградского фронта                                                                                         | старший лейтенант           | 15.01.1920 — 21.01.2007 | [ БС 4 ] [ ГС 6 ] [ НЛ 5 ]      |
| 356   | Ки́ва Алексей Минович укр. Кива Олексій Минович                      | 07.04.1940            | комиссар     | заместитель политрука роты 348-го стрелкового полка 51-й стрелковой дивизии 13-й армии Северо-Западного фронта | заместитель политрука       | 23.03.1915 — 25.03.1945 | [ БС 4 ] [ ГС 7 ] [ НЛ 6 ]      |
| 357   | Ки́ва Филипп Денисович укр. Кива Пилип Денисович                     | 24.03.1945            | пехота       | командир 26-го ударно-штурмового батальона 3-го ударно-штурмового полка 53-й армии 2-го Украинского фронта | старший лейтенант           | 14.11.1910 — 02.03.1992 | [ БС 4 ] [ ГС 8 ] [ НЛ 7 ]      |
| 358   | Кида́лов Фёдор Николаевич                                            | 27.06.1945            | артиллерия   | наводчик орудия артиллерийского дивизиона 17-й гвардейской механизированной бригады 6-го гвардейского механизированного корпуса 4-й танковой армии 1-го Украинского фронта                                                           | гвардии красноармеец        | 10.03.1925 — 19.04.1945 | [ БС 4 ] [ ГС 9 ] [ НЛ 8 ]      |
| 359   | Кидько́ Степан Степанович укр. Кидько Степан Степанович              | 29.10.1943            | пехота       | командир батальона 136-го гвардейского стрелкового полка 42-й гвардейской стрелковой дивизии 40-й армии Воронежского фронта | гвардии капитан             | 1915 — октябрь 1944     | [ БС 4 ] [ ГС 10 ] [ НЛ 9 ]     |
| 360   | Кижева́тов Андрей Митрофанович                                       | 06.05.1965            | пограничник  | начальник 9-й пограничной заставы 17-го Брестского пограничного отряда войск НКВД СССР | лейтенант                   | 31.08.1907 — 29.06.1941 | ——                              |
| 361   | Киза́тов Жалел Кизатович каз. Қизатов Жәлел                          | 15.01.1944            | артиллерия   | командир взвода управления батареи 154-го гвардейского артиллерийского полка 76-й гвардейской стрелковой дивизии 61-й армии Центрального фронта                                                                                      | гвардии лейтенант           | 09.10.1920 — 26.04.1999 | [ БС 4 ] [ ГС 12 ] [ НЛ 10 ]    |
| 362   | Кизи́м Леонид Денисович укр. Кизим Леонід Денисович                  | 10.12.1980 02.10.1984 | космонавт    | командир экипажа космического корабля «Союз Т-3» и орбитального научно-исследовательского комплекса «Салют-6» – «Союз Т-3» – «Прогресс-11» командир экипажа космического корабля «Союз Т-10» и орбитальной научной станции «Салют-7» | подполковник полковник      | 05.08.1941 — 13.06.2010 | ——                              |
| 363   | Кизи́ма Андрей Иванович укр. Кизима Андрій Іванович                  | 19.04.1945            | авиация      | командир эскадрильи 943-го штурмового авиационного полка 277-й штурмовой авиационной дивизии 1-й воздушной армии 3-го Белорусского фронта                                                                                            | старший лейтенант           | 22.08.1918 — 16.04.1994 | [ БС 5 ] [ ГС 14 ] [ НЛ 11 ]    |
| 364   | Кизь Василий Дмитриевич укр. Кізь Василь Дмитрович                  | 04.02.1944            | авиация      | штурман звена 97-го гвардейского ночного бомбардировочного авиационного полка 262-й ночной бомбардировочной авиационной дивизии 17-й воздушной армии Юго-Западного фронта                                                            | гвардии лейтенант           | 22.08.1922 — 22.10.1996 | [ БС 5 ] [ ГС 15 ] [ НЛ 12 ]    |
| 365   | Кизю́н Пётр Кондратьевич укр. Кізюн Петро Кіндратович                | 29.06.1945            | авиация      | помощник по воздушно-стрелковой службе командира 525-го штурмового авиационного полка 227-й штурмовой авиационной дивизии 8-го штурмового авиационного корпуса 8-й воздушной армии 4-го Украинского фронта                           | майор                       | 04.10.1917 — 18.03.1979 | [ БС 5 ] [ ГС 16 ] [ НЛ 13 ]    |
| 366   | Ки́кош Михаил Иванович укр. Кикош Михайло Іванович                   | 30.10.1943            | пехота       | командир роты 120-го стрелкового полка 69-й стрелковой дивизии 65-й армии Центрального фронта | старший лейтенант           | 05.10.1919 — 10.10.1949 | [ БС 6 ] [ ГС 17 ] [ НЛ 14 ]    |
| 367   | Киласо́ния Герман Владимирович груз. კილასონია გერმან                | 29.06.1945            | авиация      | штурман 64-го штурмового авиационного полка 182-й штурмовой авиационной дивизии 1-й воздушной армии 3-го Белорусского фронта | майор                       | 17.08.1913 — 08.10.1969 | [ БС 7 ] [ ГС 18 ] [ НЛ 15 ]    |
| 368   | Ки́лин Порфирий Иванович                                             | 24.03.1945            | пехота       | командир взвода 920-го стрелкового полка 247-й стрелковой дивизии 69-й армии 1-го Белорусского фронта | младший лейтенант           | 30.09.1925 — 30.09.1995 | [ БС 7 ] [ ГС 19 ] [ НЛ 16 ]    |
| 369   | Кильдяко́в Михаил Андреевич                                          | 15.05.1946            | комиссар     | заместитель по политической части командира батальона 932-го стрелкового полка 252-й стрелковой дивизии 23-го стрелкового корпуса 46-й армии 2-го Украинского фронта                                                                 | старший лейтенант           | 26.02.1915 — 30.03.1945 | [ БС 7 ] [ ГС 20 ] [ НЛ 17 ]    |
| 370   | Ким Евгений Иванович                                                | 21.12.1987            | КГБ          | сотрудник Первого главного управления Комитета государственной безопасности СССР | полковник                   | 27.02.1932 — 12.11.1998 | —— ——                           |
| 371   | Кинешо́в Иван Наумович                                               | 10.01.1944            | пехота       | командир роты 11-й мотострелковой бригады 10-го танкового корпуса 40-й армии Воронежского фронта | гвардии лейтенант           | 1922 — 24.09.1943       | [ БС 7 ] [ ГС 22 ] [ НЛ 18 ]    |
| 372   | Кинжа́ев Ходи Исабаевич тадж. Кенҷаев Ҳоди                           | 21.09.1943            | артиллерия   | командир орудия 1177-го истребительно-противотанкового артиллерийского полка 14-й отдельной истребительно-противотанковой артиллерийской бригады РГК в составе войск Воронежского фронта                                             | старший сержант             | 07.11.1914 — 24.02.1992 | [ БС 7 ] [ ГС 23 ] [ НЛ 19 ]    |
| 373   | Киньдю́шев Иван Иванович                                             | 19.08.1944            | авиация      | инструктор по радионавигации — заместитель штурмана 26-го гвардейского авиационного полка 2-й гвардейской авиационной дивизии 2-го гвардейского авиационного корпуса Авиации дальнего действия СССР                                  | гвардии майор               | 12.05.1918 — 18.05.1989 | [ БС 7 ] [ ГС 24 ] [ НЛ 20 ]    |
| 374   | Кипе́нко Владимир Иванович укр. Кипенко Володимир Іванович           | 20.04.1945            | морской флот | стрелок 384-го отдельного батальона морской пехоты Одесской военно-морской базы Черноморского флота | краснофлотец                | 02.01.1924 — 28.03.1944 | [ БС 7 ] [ ГС 25 ] [ НЛ 21 ]    |
| 375   | Ки́поть Иван Сергеевич укр. Кипоть Іван Сергійович                   | 01.07.1944            | артиллерия   | командир батареи 504-го лёгкого артиллерийского полка 65-й лёгкой артиллерийской бригады 18-й артиллерийской дивизии 3-го артиллерийского корпуса прорыва РГК в составе 2-й ударной армии Ленинградского фронта                      | майор                       | 27.03.1914 — 25.09.1983 | [ БС 8 ] [ ГС 26 ] [ НЛ 22 ]    |
| 376   | Кирге́тов Исаак Ананьевич                                            | 01.07.1944            | артиллерия   | командир 174-го миномётного полка 42-й армии Ленинградского фронта | подполковник                | 15.04.1904 — 22.04.1945 | [ БС 9 ] [ ГС 27 ] [ НЛ 23 ]    |
| 377   | Кирги́зов Степан Григорьевич                                         | 17.10.1943            | пехота       | командир пулемётной роты 383-го стрелкового полка 121-й стрелковой дивизии 60-й армии Центрального фронта | старший лейтенант           | 17.05.1903 — 28.03.1944 | [ БС 9 ] [ ГС 28 ] [ НЛ 24 ]    |
| 378   | Кирди́щев Гавриил Федотович                                          | 24.03.1945            | пограничник  | начальник 8-й пограничной заставы 2-го стрелкового батальона 13-го пограничного полка войск НКВД СССР Управления войск НКВД СССР по охране тыла 3-го Белорусского фронта                                                             | младший лейтенант           | 20.03.1919 — 13.07.1944 | [ БС 9 ] [ ГС 29 ] [ НЛ 25 ]    |
| 379   | Кире́ев Алексей Иванович                                             | 18.05.1946            | авиация      | командир 809-го штурмового авиационного полка 264-й штурмовой авиационной дивизии 5-го штурмового авиационного корпуса 5-й Воздушной армии                                                                                           | подполковник                | 08.03.1908 — 04.03.1957 | [ БС 9 ] [ ГС 30 ] [ НЛ 26 ]    |
| 380   | Кире́ев Виктор Иванович                                              | 09.02.1944            | артиллерия   | командир 57-миллиметрового орудия 386-го истребительно-противотанкового артиллерийского полка 9-го механизированного корпуса 3-й гвардейской танковой армии 1-го Украинского фронта                                                  | сержант                     | 03.05.1925 — 18.01.1994 | [ БС 9 ] [ ГС 31 ] [ НЛ 27 ]    |
| 381   | Кире́ев Иван Нестерович                                              | 04.06.1944            | пехота       | командир 61-го гвардейского стрелкового полка 19-й гвардейской стрелковой дивизии 5-го гвардейского стрелкового корпуса 39-й армии Калининского фронта                                                                               | гвардии подполковник        | 10.01.1910 — 24.09.1943 | [ БС 9 ] [ ГС 32 ] [ НЛ 28 ]    |
| 382   | Кире́ев Николай Архипович                                            | 21.02.1945            | артиллерия   | командир батареи 150-го отдельного истребительно-противотанкового дивизиона 274-й стрелковой дивизии 69-й армии 1-го Белорусского фронта                                                                                             | капитан                     | 09.10.1922 — 29.09.1944 | [ БС 10 ] [ ГС 33 ] [ НЛ 29 ]   |
| 383   | Кире́ев Семён Яковлевич                                              | 21.07.1944            | пехота       | командир взвода 1061-го стрелкового полка 272-й стрелковой дивизии 7-й армии Карельского фронта | лейтенант                   | 1916 — 17.07.1944       | [ БС 11 ] [ ГС 34 ] [ НЛ 30 ]   |
| 384   | Киренко́в Тимофей Петрович                                           | 15.01.1944            | пехота       | командир отделения боепитания 1323-го стрелкового полка 415-й стрелковой дивизии 61-й армии Центрального фронта | старшина                    | 08.06.1907 — 29.01.1947 | [ БС 11 ] [ ГС 35 ] [ НЛ 31 ]   |
| 385   | Ки́рик Иван Васильевич укр. Кирик Іван Васильович                    | 15.01.1944            | пехота       | командир отделения 239-го гвардейского стрелкового полка 76-й гвардейской стрелковой дивизии Центрального фронта | гвардии старшина            | 02.07.1911 — 29.09.1943 | [ БС 11 ] [ ГС 36 ] [ НЛ 32 ]   |
| 386   | Кириле́нко Василий Иванович укр. Кириленко Василь Іванович           | 26.10.1944            | авиация      | командир звена 98-го гвардейского отдельного разведывательного авиационного полка главного командования ВВС РККА | гвардии старший лейтенант   | 14.10.1919 — 20.08.1970 | [ БС 11 ] [ ГС 37 ] [ НЛ 33 ]   |
| 387   | Кириле́нко Николай Аверьянович                                       | 24.03.1945            | пехота       | автоматчик танко-десантной роты моторизированного батальона автоматчиков 20-й танковой бригады 11-го танкового корпуса 8-й гвардейской армии 1-го Белорусского фронта                                                                | красноармеец                | 1923 — 24.07.1944       | [ БС 11 ] [ ГС 38 ] [ НЛ 34 ]   |
| 388   | Кири́ллов Александр Семёнович                                        | 15.05.1946            | авиация      | командир эскадрильи 41-го штурмового авиационного полка 198-й штурмовой авиационной дивизии 6-го штурмового авиационного корпуса 16-й воздушной армии 1-го Белорусского фронта                                                       | капитан                     | 30.05.1921 — 15.09.2016 | [ БС 11 ] [ ГС 39 ] [ НЛ 35 ]   |
| 389   | Кири́ллов Вениамин Иванович                                          | 21.03.1940            | артиллерия   | командир отделения разведки дивизиона 402-го гаубичного артиллерийского полка 7-й армии Северо-Западного фронта | отделённый командир         | 08.12.1916 — 05.11.1943 | [ БС 11 ] [ ГС 40 ] [ НЛ 36 ]   |
| 390   | Кири́ллов Владимир Яковлевич                                         | 07.03.1945            | морской флот | строевой 66-го отдельного отряда дегазации и дымомаскировки Днепровской военной флотилии | краснофлотец                | 17.09.1923 — 23.04.1990 | [ БС 12 ] [ ГС 41 ] [ НЛ 37 ]   |
| 391   | Кири́ллов Михаил Михайлович                                          | 05.11.1944            | авиация      | штурман 337-го авиационного полка 5-й гвардейской авиационной дивизии 4-го гвардейского авиационного корпуса Авиации дальнего действия СССР                                                                                          | гвардии майор               | 13.11.1911 — 15.03.1984 | [ БС 13 ] [ ГС 42 ] [ НЛ 38 ]   |
| 392   | Кири́ллов Михаил Петрович                                            | 21.03.1940            | пехота       | командир отделения 355-го стрелкового полка 100-й стрелковой дивизии 7-й армии Северо-Западного фронта | отделённый командир         | 15.06.1918 — 28.09.1988 | [ БС 13 ] [ ГС 43 ] [ НЛ 39 ]   |
| 393   | Кири́ллов Михаил Семёнович                                           | 24.03.1945            | пехота       | командир отделения разведки 364-го стрелкового полка 139-й стрелковой дивизии 50-й армии 2-го Белорусского фронта | старшина                    | 1921 — 1950             | [ БС 13 ] [ ГС 44 ] [ НЛ 40 ]   |
| 394   | Кири́ллов Николай Михайлович                                         | 20.12.1943            | комиссар     | парторг батальона 273-го гвардейского стрелкового полка 89-й гвардейской стрелковой дивизии 37-й армии Степного фронта | гвардии лейтенант           | 16.11.1922 — 21.07.1963 | [ БС 13 ] [ ГС 45 ] [ НЛ 41 ]   |
| 395   | Кири́ллов Николай Павлович укр. Кирилов Микола Павлович              | 31.05.1944            | морской флот | командир взвода 393-го отдельного батальона морской пехоты Черноморского флота | младший лейтенант           | 20.02.1914 — 21.08.1993 | [ БС 13 ] [ ГС 46 ] [ НЛ 42 ]   |
| 396   | Кирилю́к Андрей Никитович укр. Кирилюк Андрій Микитович              | 15.05.1946            | артиллерия   | командир огневого взвода 823-го артиллерийского полка 301-й стрелковой дивизии 5-й ударной армии 1-го Белорусского фронта | лейтенант                   | 28.06.1914 — 15.12.1965 | [ БС 13 ] [ ГС 47 ] [ НЛ 43 ]   |
| 397   | Кирилю́к Виктор Васильевич                                           | 23.02.1945            | авиация      | командир звена 31-го истребительного авиаполка 295-й истребительной авиадивизии 17-й воздушной армии 3-го Украинского фронта | лейтенант                   | 02.04.1923 — 27.09.1988 | [ БС 13 ] [ ГС 48 ] [ НЛ 44 ]   |
| 398   | Ки́ричек Сергей Дмитриевич укр. Киричок Сергій Дмитрович             | 27.06.1945            | артиллерия   | командир орудия 319-го гвардейского истребительно-противотанкового артиллерийского полка 7-й гвардейской отдельной истребительно-противотанковой артиллерийской бригады РГК в составе 3-й гвардейской армии 1-го Украинского фронта  | гвардии сержант             | 24.12.1923 — 21.11.1992 | [ БС 14 ] [ ГС 49 ] [ НЛ 45 ]   |
| 399   | Кириче́нко Александр Поликарпович                                    | 17.04.1943            | комиссар     | заместитель по политической части командира роты 168-го стрелкового полка 30-й стрелковой дивизии 56-й армии Закавказского фронта | политрук                    | 1892 — 09.11.1942       | [ БС 15 ] [ ГС 50 ] [ НЛ 46 ]   |
| 400   | Кириче́нко Алексей Петрович укр. Кириченко Олексій Петрович          | 20.11.1941            | комиссар     | ответственный секретарь партбюро 982-го стрелкового полка 275-й стрелковой дивизии 6-й армии Южного фронта | старший политрук            | 17.03.1894 — 25.09.1941 | [ БС 15 ] [ ГС 51 ] [ НЛ 47 ]   |
| 401   | Кириче́нко Иван Фёдорович                                            | 06.04.1945            | генерал      | командир 9-го танкового корпуса 33-й армии 1-го Белорусского фронта | генерал-лейтенант           | 22.01.1902 — 23.09.1981 | [ БС 15 ] [ ГС 52 ] [ НЛ 48 ]   |
| 402   | Кириче́нко Михаил Михайлович                                         | 05.05.1991            | пехота       | заместитель командира батальона 100-го гвардейского стрелкового полка 35-й гвардейской стрелковой дивизии 8-й гвардейской армии 1-го Белорусского фронта                                                                             | гвардии капитан             | 28.10.1923 — 08.05.1994 | [ БС 16 ] [ ГС 53 ] [ НЛ 49 ]   |
| 403   | Кириче́нко Пётр Антонович укр. Кириченко Петро Антонович             | 20.12.1943            | инженер      | командир взвода инженерно-минной роты 19-й механизированной бригады 1-го механизированного корпуса 69-й армии Степного фронта | старший сержант             | 28.08.1917 — 24.04.2007 | [ БС 15 ] [ ГС 54 ] [ НЛ 50 ]   |
| 404   | Киричу́к Василий Павлович укр. Киричук Василь Павлович               | 22.07.1944            | пехота       | стрелок 938-го стрелкового полка 306-й стрелковой дивизии 43-й армии 1-го Прибалтийского фронта | красноармеец                | 16.01.1924 — 13.07.1944 | [ БС 15 ] [ ГС 55 ] [ НЛ 51 ]   |
| 405   | Ки́рия Шалва Несторович груз. ქირია შალვა                            | 26.10.1944            | авиация      | штурман 427-го истребительного авиационного полка 294-й истребительной авиационной дивизии 4-го истребительного авиационного корпуса 5-й воздушной армии 2-го Украинского фронта                                                     | майор                       | 10.01.1912 — 17.07.1988 | [ БС 15 ] [ ГС 56 ] [ НЛ 52 ]   |
| 406   | Кирмано́вич Владимир Николаевич бел. Кірмановіч Уладзімір Мікалаевіч | 24.03.1945            | артиллерия   | командир истребительно-противотанковой артиллерийской батареи 202-й танковой бригады 19-го танкового корпуса 51-й армии 1-го Прибалтийского фронта                                                                                   | капитан                     | 05.11.1919 — 05.02.2001 | [ БС 15 ] [ ГС 57 ] [ НЛ 53 ]   |
| 407   | Ки́рпиков Борис Петрович                                             | 31.05.1945            | артиллерия   | командир дивизиона 86-й тяжёлой гаубичной артиллерийской бригады разрушения 5-й артиллерийской дивизии 4-го артиллерийского корпуса прорыва РГК в составе 3-й ударной армии 1-го Белорусского фронта                                 | майор                       | 24.07.1919 — 10.01.2005 | [ БС 17 ] [ ГС 58 ] [ НЛ 54 ]   |
| 408   | Кирпичёв Илларион Павлович                                          | 21.03.1940            | танкист      | командир танка БТ-7 15-го танкового батальона 13-й лёгкой танковой бригады 7-й армии Северо-Западного фронта | младший комвзвод            | 21.10.1914 — 10.02.1999 | [ БС 18 ] [ ГС 59 ] [ НЛ 55 ]   |
| 409   | Кирпиче́нко Иван Платонович                                          | 13.09.1944            | пехота       | командир отделения автоматчиков 164-й танковой бригады 16-го танкового корпуса 2-й танковой армии 2-го Украинского фронта | младший сержант             | 15.09.1925 — 08.08.2001 | [ БС 18 ] [ ГС 60 ] [ НЛ 56 ]   |
| 410   | Кирпоно́с Михаил Петрович укр. Кирпонос Михайло Петрович             | 21.03.1940            | генерал      | командир 70-й стрелковой дивизии 7-й армии Северо-Западного фронта | комдив                      | 12.01.1892 — 20.09.1941 | ——                              |
| 411   | Кирса́нов Александр Васильевич                                       | 15.01.1944            | генерал      | командир 76-й гвардейской стрелковой дивизии 61-й армии Центрального фронта | гвардии генерал-майор       | 23.12.1898 — 16.11.1994 | [ БС 18 ] [ ГС 62 ] [ НЛ 57 ]   |
| 412   | Кирса́нов Владимир Михайлович                                        | 18.08.1945            | авиация      | командир звена 502-го штурмового авиационного полка 214-й штурмовой авиационной дивизии 15-й воздушной армии 2-го Прибалтийского фронта                                                                                              | старший лейтенант           | 25.08.1923 — 29.10.1988 | [ БС 18 ] [ ГС 63 ] [ НЛ 58 ]   |
| 413   | Кирса́нов Иван Иванович                                              | 15.05.1946            | авиация      | командир эскадрильи 20-го гвардейского бомбардировочного авиационного полка 13-й гвардейской бомбардировочной авиационной дивизии 2-го гвардейского бомбардировочного авиационного корпуса 18-й воздушной армии                      | гвардии майор               | 11.09.1913 — 07.09.1974 | [ БС 19 ] [ ГС 64 ] [ НЛ 59 ]   |
| 414   | Кирто́к Николай Наумович укр. Кирток Микола Наумович                 | 27.06.1945            | авиация      | командир эскадрильи 140-го гвардейского штурмового авиационного полка 8-й гвардейской штурмовой авиационной дивизии 1-го гвардейского штурмового авиационного корпуса 2-й воздушной армии 1-го Украинского фронта                    | гвардии старший лейтенант   | 06.12.1920 — 25.09.2022 | [ БС 20 ] [ ГС 65 ] [ НЛ 60 ]   |
| 415   | Кирьяко́в Василий Фёдорович                                          | 29.06.1945            | артиллерия   | командир миномётной роты 438-го стрелкового полка 129-й стрелковой дивизии 40-го стрелкового корпуса 3-й армии 3-го Белорусского фронта                                                                                              | капитан                     | 07.03.1916 — 23.03.1945 | [ БС 20 ] [ ГС 66 ] [ НЛ 61 ]   |
| 416   | Кирья́нов Константин Андрианович                                     | 01.05.1943            | авиация      | командир эскадрильи 875-го истребительного авиационного полка 274-й истребительной авиационной дивизии 3-й воздушной армии Калининского фронта                                                                                       | старший лейтенант           | 21.05.1920 — 27.08.1943 | [ БС 20 ] [ ГС 67 ] [ НЛ 62 ]   |
| 417   | Кирья́нов Николай Иванович                                           | 18.05.1943            | пехота       | командир отделения 78-го гвардейского стрелкового полка 25-й гвардейской стрелковой дивизии 6-й армии Юго-Западного фронта | гвардии сержант             | 17.02.1921 — 05.03.1943 | [ БС 20 ] [ ГС 68 ] [ НЛ 63 ]   |
| 418   | Кирья́нов Павел Николаевич                                           | 21.03.1940            | танкист      | командир танкового взвода 37-го отдельного разведывательного батальона 35-й легкотанковой бригады 7-й армии Северо-Западного фронта                                                                                                  | лейтенант                   | 02.01.1919 — 24.07.1941 | [ БС 20 ] [ ГС 69 ] [ НЛ 64 ]   |
| 419   | Кирю́хин Михаил Алексеевич                                           | 23.10.1943            | пехота       | командир пулемётного взвода 835-го стрелкового полка 237-й стрелковой дивизии 40-й армии Воронежского фронта | лейтенант                   | 1925 — 30.09.1943       | [ БС 20 ] [ ГС 70 ] [ НЛ 65 ]   |
| 420   | Кирю́хин Николай Иванович                                            | 17.10.1943            | генерал      | командир 24-го стрелкового корпуса 60-й армии Центрального фронта | генерал-майор               | 02.08.1896 — 13.12.1953 | [ БС 21 ] [ ГС 71 ] [ НЛ 66 ]   |
| 421   | Киселёв Александр Яковлевич                                         | 23.05.1945            | генерал      | командир 140-й стрелковой дивизии 101-го стрелкового корпуса 38-й армии 4-го Украинского фронта | генерал-майор               | 01.10.1907 — 24.01.1945 | [ БС 22 ] [ ГС 72 ] [ НЛ 67 ]   |
| 422   | Киселёв Африкан Иванович                                            | 29.08.1939            | танкист      | политрук танковой роты 2-го отдельного танкового батальона 11-й лёгкой танковой бригады 1-й армейской группы | старший лейтенант           | 26.03.1910 — 10.07.1939 | ——                              |
| 423   | Киселёв Василий Алексеевич                                          | 27.06.1945            | авиация      | командир эскадрильи 94-го гвардейского штурмового авиационного полка 5-й гвардейской штурмовой авиационной дивизии 2-й воздушной армии 1-го Украинского фронта                                                                       | гвардии капитан             | 19.12.1915 — 17.06.1950 | [ БС 22 ] [ ГС 74 ] [ НЛ 68 ]   |
| 424   | Киселёв Василий Иосифович                                           | 21.02.1945            | артиллерия   | командир огневого взвода 34-го гвардейского стрелкового полка 13-й гвардейской стрелковой дивизии 5-й гвардейской армии 1-го Украинского фронта                                                                                      | гвардии лейтенант           | 1907 — 17.08.1944       | [ БС 22 ] [ ГС 75 ] [ НЛ 69 ]   |
| 425   | Киселёв Василий Николаевич                                          | 24.07.1943            | авиация      | заместитель командира эскадрильи 24-го минно-торпедного авиационного полка 5-й авиационной бригады ВВС Северного флота | капитан                     | 15.10.1910 — 25.04.1943 | [ БС 22 ] [ ГС 76 ] [ НЛ 70 ]   |
| 426   | Киселёв Владимир Александрович                                      | 27.02.1945            | пехота       | командир батальона 101-го гвардейского стрелкового полка 35-й гвардейской стрелковой дивизии 8-й гвардейской армии 1-го Белорусского фронта                                                                                          | гвардии майор               | 19.07.1909 — 12.02.1988 | [ БС 22 ] [ ГС 77 ] [ НЛ 71 ]   |
| 427   | Киселёв Геннадий Семёнович                                          | 15.05.1946            | авиация      | заместитель командира эскадрильи 58-го гвардейского штурмового авиационного полка 2-й гвардейской штурмовой авиационной дивизии 16-й воздушной армии 1-го Белорусского фронта                                                        | гвардии старший лейтенант   | 01.02.1922 — 16.05.1979 | [ БС 22 ] [ ГС 78 ] [ НЛ 72 ]   |
| 428   | Киселёв Иван Александрович                                          | 22.02.1944            | артиллерия   | заместитель командира 333-го артиллерийского полка 152-й стрелковой дивизии 46-й армии 3-го Украинского фронта | майор                       | 02.05.1905 — 31.05.1961 | [ БС 23 ] [ ГС 79 ] [ НЛ 73 ]   |
| 429   | Киселёв Иван Александрович                                          | 27.02.1945            | танкист      | командир танкового взвода 3-го танкового батальона 65-й танковой бригады 11-го танкового корпуса 69-й армии 1-го Белорусского фронта                                                                                                 | старший лейтенант           | 16.08.1920 — 03.01.2008 | [ БС 23 ] [ ГС 80 ] [ НЛ 74 ]   |
| 430   | Киселёв Иван Герасимович укр. Кисельов Іван Герасимович             | 29.06.1945            | пехота       | командир взвода противотанковых ружей 436-го стрелкового полка 155-й стрелковой дивизии 26-й армии 3-го Украинского фронта | лейтенант                   | 1923 — 07.03.1945       | [ БС 23 ] [ ГС 81 ] [ НЛ 75 ]   |
| 431   | Киселёв Иван Михайлович                                             | 14.05.1965            | авиация      | командир звена 274-го истребительного авиационного полка 278-й истребительной авиационной дивизии 3-го истребительного авиационного корпуса 1-й воздушной армии 3-го Белорусского фронта                                             | старший лейтенант           | 02.09.1919 — 06.04.1987 | ——                              |
| 432   | Киселёв Михаил Дмитриевич                                           | 09.02.1944            | артиллерия   | командир дивизиона 88-й тяжёлой гаубичной артиллерийской бригады 13-й артиллерийской дивизии 7-го артиллерийского корпуса прорыва 27-й армии Воронежского фронта                                                                     | капитан                     | 23.12.1910 — 04.08.1944 | [ БС 23 ] [ ГС 83 ] [ НЛ 76 ]   |
| 433   | Киселёв Николай Давыдович                                           | 17.11.1943            | морской флот | старшина роты автоматчиков 386-го отдельного батальона морской пехоты Черноморского флота | старшина                    | 05.03.1921 — 31.12.1980 | [ БС 23 ] [ ГС 84 ] [ НЛ 77 ]   |
| 434   | Киселёв Рафаил Алексеевич                                           | 17.10.1943            | танкист      | командир танковой роты 13-го танкового полка 24-й гвардейской механизированной бригады 7-го гвардейского механизированного корпуса 60-й армии Центрального фронта                                                                    | старший лейтенант           | 1912 — 29.09.1943       | [ БС 23 ] [ ГС 85 ] [ НЛ 78 ]   |
| 435   | Киселёв Семён Сергеевич                                             | 26.04.1940            | комиссар     | военный комиссар 5-го пограничного полка войск НКВД СССР | батальонный комиссар        | 20.07.1906 — 01.12.1985 | ——                              |
| 436   | Киселёв Сергей Иванович                                             | 04.02.1944            | авиация      | командир эскадрильи 162-го истребительного авиационного полка 309-й истребительной авиационной дивизии 1-й воздушной армии Западного фронта                                                                                          | капитан                     | 27.12.1919 — 04.02.1945 | [ БС 25 ] [ ГС 87 ] [ НЛ 79 ]   |
| 437   | Киселёв Сергей Семёнович                                            | 01.11.1943            | пехота       | помощник командира взвода 78-го гвардейского стрелкового полка 25-й гвардейской стрелковой дивизии 6-й армия Юго-Западного фронта | гвардии старший сержант     | 23.09.1910 — 27.09.1994 | [ БС 25 ] [ ГС 88 ] [ НЛ 80 ]   |
| 438   | Киселёв Степан Васильевич                                           | 19.03.1944            | пехота       | командир роты 544-го стрелкового полка 152-й стрелковой дивизии 46-й армии Юго-Западного фронта | лейтенант                   | 04.08.1918 — 16.06.1995 | [ БС 25 ] [ ГС 89 ] [ НЛ 81 ]   |
| 439   | Киселёв Яков Митрофанович                                           | 22.02.1944            | артиллерия   | наводчик орудия 280-го гвардейского стрелкового полка 92-й гвардейской стрелковой дивизии 37-й армии Степного фронта | гвардии красноармеец        | 05.11.1925 — 12.03.2018 | [ БС 25 ] [ ГС 90 ] [ НЛ 82 ]   |
| 440   | Киселе́нко Иван Родионович укр. Киселенко Іван Родіонович            | 19.04.1945            | артиллерия   | начальник штаба дивизиона 475-го миномётного полка 3-й армии 2-го Белорусского фронта | капитан                     | 17.02.1923 — 16.01.1945 | [ БС 25 ] [ ГС 91 ] [ НЛ 83 ]   |
| 441   | Киселе́нко Пётр Евдокимович укр. Киселенко Петро Євдокимович         | 18.08.1945            | авиация      | заместитель командира эскадрильи 237-го штурмового авиационного полка 305-й штурмовой авиационной дивизии 15-й воздушной армии 2-го Прибалтийского фронта                                                                            | старший лейтенант           | 01.08.1919 — 10.06.1975 | [ БС 25 ] [ ГС 92 ] [ НЛ 84 ]   |
| 442   | Кисли́цын Алексей Никитович                                          | 22.07.1944            | пехота       | командир батальона 219-го гвардейского стрелкового полка 71-й гвардейской стрелковой дивизии 6-й гвардейской армии 1-го Прибалтийского фронта                                                                                        | гвардии майор               | 27.05.1914 — 16.12.1949 | [ БС 25 ] [ ГС 93 ] [ НЛ 85 ]   |
| 443   | Кисло́в Пётр Михайлович                                              | 15.01.1944            | комиссар     | заместитель по политической части командира батальона 568-го стрелкового полка 149-й стрелковой дивизии 18-го стрелкового корпуса 65-й армии Белорусского фронта                                                                     | старший лейтенант           | 29.12.1906 — 14.12.1968 | [ БС 26 ] [ ГС 94 ] [ НЛ 86 ]   |
| 444   | Кислу́хин Иван Георгиевич                                            | 24.03.1945            | артиллерия   | командир батареи 846-го артиллерийского полка 277-й стрелковой дивизии 5-й армии 3-го Белорусского фронта | лейтенант                   | 11.08.1919 — 20.08.1944 | [ БС 27 ] [ ГС 95 ] [ НЛ 87 ]   |
| 445   | Кисля́к Мария Тимофеевна укр. Кисляк Марія Тимофіївна                | 08.05.1965            | партизан     | руководитель Харьковской городской подпольной комсомольской организации | —                           | 06.03.1925 — 18.06.1943 | ——                              |
| 446   | Кисля́к Николай Александрович                                        | 06.03.1945            | авиация      | штурман 11-го гвардейского истребительного авиационного полка 2-й гвардейской минно-торпедной авиационной дивизии ВВС Черноморского флота                                                                                            | гвардии капитан             | 22.10.1916 — 08.09.1994 | [ БС 27 ] [ ГС 97 ] [ НЛ 88 ]   |
| 447   | Кисляко́в Анатолий Васильевич                                        | 18.08.1945            | авиация      | помощник командира 28-го гвардейского истребительного авиационного полка 5-й гвардейской истребительной авиационной дивизии 3-й воздушной армии 1-го Прибалтийского фронта                                                           | гвардии капитан             | 20.02.1918 — 28.07.1998 | [ БС 27 ] [ ГС 98 ] [ НЛ 89 ]   |
| 448   | Кисляко́в Василий Павлович                                           | 13.08.1941            | морской флот | командир отделения морского добровольческого отряда Северного флота | старший сержант             | 20.02.1916 — 29.11.1990 | [ БС 27 ] [ ГС 99 ] [ НЛ 90 ]   |
| 449   | Кисляко́в Михаил Степанович                                          | 23.10.1943            | пехота       | разведчик 957-го стрелкового полка 309-й стрелковой дивизии 40-й армии Воронежского фронта | красноармеец                | 07.11.1908 — 25.12.2003 | [ БС 28 ] [ ГС 100 ] [ НЛ 91 ]  |
| 450   | Ки́сов Анатолий Иванович                                             | 05.11.1944            | морской флот | командир отряда 2-го дивизиона бригады торпедных катеров Северного флота | капитан-лейтенант           | 18.01.1918 — 10.08.2009 | [ БС 29 ] [ ГС 101 ] [ НЛ 92 ]  |
| 451   | Киста́ев Иван Васильевич                                             | 24.03.1945            | пехота       | командир 48-й отдельной разведывательной роты 47-й гвардейской стрелковой дивизии 8-й гвардейской армии 1-го Белорусского фронта | гвардии старший лейтенант   | 16.02.1916 — 25.02.1968 | [ БС 29 ] [ ГС 102 ] [ НЛ 93 ]  |
| 452   | Кита́ев Николай Михайлович                                           | 15.05.1946            | авиация      | командир эскадрильи 3-го польского штурмового авиационного полка 4-й польской смешанной авиационной дивизии 1-й армии Войска Польского 1-го Белорусского фронта                                                                      | старший лейтенант           | 22.05.1919 — 06.06.2006 | [ БС 29 ] [ ГС 103 ] [ НЛ 94 ]  |
| 453   | Кита́ев Николай Трофимович                                           | 01.05.1943            | авиация      | командир эскадрильи 40-го гвардейского истребительного авиационного полка 217-й истребительной авиационной дивизии 4-й воздушной армии Северо-Кавказского фронта                                                                     | гвардии старший лейтенант   | 22.11.1917 — 24.03.2000 | [ БС 29 ] [ ГС 104 ] [ НЛ 95 ]  |
| 454   | Ки́тченко Павел Семёнович укр. Кітченко Павло Семенович              | 20.12.1943            | танкист      | командир взвода 586-го танкового батальона 219-й танковой бригады 1-го механизированного корпуса 37-й армии Степного фронта | лейтенант                   | 17.08.1913 — 24.02.1973 | [ БС 29 ] [ ГС 105 ] [ НЛ 96 ]  |
| 455   | Кице́нко Иван Иванович                                               | 06.03.1945            | авиация      | командир звена 5-го гвардейского минно-торпедного авиационного полка 2-й гвардейской минно-торпедной авиационной дивизии ВВС Черноморского флота                                                                                     | гвардии старший лейтенант   | 20.05.1920 — 08.06.1981 | [ БС 29 ] [ ГС 106 ] [ НЛ 97 ]  |
| 456   | Кичи́гин Николай Григорьевич                                         | 15.01.1940            | танкист      | командир танкового взвода 161-го отдельного танкового батальона 40-й танковой бригады 7-й армии Северо-Западного фронта | младший лейтенант           | 13.02.1913 — 03.07.1993 | ——                              |
| 457   | Киянче́нко Николай Степанович укр. Киянченко Микола Степанович       | 27.06.1945            | авиация      | штурман 106-го гвардейского истребительного авиационного полка 11-й гвардейской истребительной авиационной дивизии 2-й воздушной армии 1-го Украинского фронта                                                                       | гвардии майор               | 22.09.1908 — 14.10.1992 | [ БС 31 ] [ ГС 108 ] [ НЛ 98 ]  |
| 458   | Кия́шко Виктор Иванович укр. Кияшко Віктор Іванович                  | 10.04.1945            | артиллерия   | орудийный номер 1248-го истребительно-противотанкового артиллерийского полка 6-й армии 1-го Украинского фронта | сержант                     | 22.04.1920 — 16.04.1945 | [ БС 31 ] [ ГС 109 ] [ НЛ 99 ]  |
| 459   | Кия́шко Григорий Григорьевич укр. Кияшко Григорій Григорович         | 24.03.1945            | танкист      | командир танковой роты 45-го гвардейского танкового полка 9-й гвардейской механизированной бригады 3-го гвардейского механизированного корпуса 3-го Белорусского фронта                                                              | гвардии старший лейтенант   | 21.01.1919 — 31.03.1995 | [ БС 31 ] [ ГС 110 ] [ НЛ 100 ] |
| 460   | Кия́шко Михаил Фёдорович укр. Кияшко Михайло Федорович               | 27.02.1945            | артиллерия   | номер орудийного расчёта 1285-го стрелкового полка 60-й стрелковой дивизии 47-й армии 1-го Белорусского фронта | красноармеец                | 04.06.1913 — 01.10.1991 | [ БС 31 ] [ ГС 111 ] [ НЛ 101 ] |
| 461   | Кия́шко Николай Никандрович укр. Кияшко Микола Никандрович           | 24.12.1943            | артиллерия   | командир взвода управления 299-го артиллерийского полка 194-й стрелковой дивизии 48-й армии Центрального фронта | старший лейтенант           | 23.12.1922 — 05.04.2004 | [ БС 31 ] [ ГС 112 ] [ НЛ 102 ] |
| 462   | Клади́ев Виктор Сидорович                                            | 24.03.1945            | инженер      | сапёр 62-го гвардейского отдельного сапёрного батальона 3-го гвардейского механизированного корпуса 3-го Белорусского фронта | гвардии красноармеец        | 09.05.1906 — 30.06.1944 | [ БС 31 ] [ ГС 113 ] [ НЛ 103 ] |
| 463   | Клевцо́в Василий Ильич                                               | 07.04.1940            | авиация      | заместитель командующего ВВС 13-й армии Северо-Западного фронта | полковник                   | 25.02.1909 — 28.02.1998 | [ БС 31 ] [ ГС 114 ] [ НЛ 104 ] |
| 464   | Клевцо́в Иван Васильевич                                             | 15.05.1946            | авиация      | заместитель командира эскадрильи 131-го гвардейского штурмового авиационного полка 7-й гвардейской штурмовой авиационной дивизии 5-й воздушной армии 2-го Украинского фронта                                                         | гвардии лейтенант           | 19.01.1923 — 10.06.1999 | [ БС 32 ] [ ГС 115 ] [ НЛ 105 ] |
| 465   | Клевцо́в Сергей Трофимович                                           | 16.10.1943            | пехота       | наводчик станкового пулемёта 1087-го стрелкового полка 322-й стрелковой дивизии 13-й армии Центрального фронта | ефрейтор                    | 19.03.1905 — 14.12.1943 | [ БС 33 ] [ ГС 116 ] [ НЛ 106 ] |

| Навигационная таблица | Навигационная таблица                |
| --------------------- | ------------------------------------ |
| «К»                   | Кабак Николай — Калинин Николай      |
| «К»                   | Калинин Степан — Кармацкий Владимир  |
| «К»                   | Кармацкий Тимофей — Кживонь Анеля    |
| «К»                   | Киба Григорий — Клевцов Сергей       |
| «К»                   | Клейбус Фёдор — Коваленко Сергей     |
| «К»                   | Коваленко Юрий — Колдубов Михаил     |
| «К»                   | Колдунов Александр — Компанеец Фёдор |
| «К»                   | Компаниец Алексей — Копытин Михаил   |
| «К»                   | Копытов Михаил — Корчагин Лев        |
| «К»                   | Корчак Иосиф — Котов Николай         |
| «К»                   | Котов Сергей — Краснов Анатолий      |
| «К»                   | Краснов Виктор — Крюков Василий      |
| «К»                   | Крюков Владимир — Кузнецов Николай   |
| «К»                   | Кузнецов Павел — Кунавин Григорий    |
| «К»                   | Кунгурцев Евгений — Кянжин Пантелей  |